# サミュエル・ル・ビアン
サミュエル・ル・ビアン（Samuel Le Bihan、1965年11月2日 - ）はフランス・アヴランシュ出身の俳優である。

## プロフィール
ブランシュ通りRue Blancheの演劇学校とパリのフランス国立高等演劇学校 (コンセルヴァトワール)で演技をで学び、コメディ・フランセーズに2年の間在籍。古典から現代ものまで、様々な舞台に立った経験がある。
モデルの妻との間に子供が一人いる。

## 出演作品
- トリコロール/赤の愛Trois Couleurs: Rouge  （1994年）
- フランスの女 Une femme française  （1995年）
- コナン大尉　Capitaine Conan (1996年) フランス映画祭上映作
- たれこみ屋　Le Cousin （1998年）フランス映画祭上映作
- エステサロン/ヴィーナス・ビューティ Vénus Beauté (Institut)  （1999年）
- 新しい肌 Peau neuve （1999年）フランス映画祭上映作(ゲストとして来日も)
- ジェヴォーダンの獣 Le Pacte des loups  （2001年）
- 愛してる、愛してない... À la folie... pas du tout  （2002年）
- ザ・コード Le Mentale （2002年）DVDスルー
- トロワ・ゼロ～サッカー狂時代 3 zéros (2002) フランス映画祭上映作
- サン・ルイ・レイの橋 The Bridge of San Luis Rey (2004) DVDスルー
- The Last Sign　ザ・ラスト・サイン Le dernier signe (2005) DVDスルー
- フロンティア Frontière(s) (2007)
- ジャック・メスリーヌ フランスで社会の敵No.1と呼ばれた男 Part2 ルージュ編 L'Ennemi public n° 1 （2008年）
- DISCO　ディスコ Disco (2008)
- アフガン・トラップ (DVD題) Le Piège Afghan (2010年／テレビ映画) TV5MONDE放映題「アフガンの罠」
- 漆黒の闇で、パリに踊れ Une nuit （2012年）
- 愛すればこそ　Le Général du Roi (2013年／テレビ映画) TV5MONDE放映
- はみだし刑事アレックス　～死と美しき人生～　Alex Hugo, la mort et la belle vie (2013年／テレビ映画) TV5MONDE放映
- ラスト・スパート La Dernière Échappée (2014年／テレビ映画) TV5MONDE放映